# Хенри Мъри
Хенри Мъри (на английски: Henry Murray) е американски психолог, създател на Тематично-аперцептивния тест (ТАТ).

## Научна дейност
Основният му принцип е, че психологията е (или трябва да бъде) изучаване на личността. Всяка обхватна теория за личността (със своите подтеории и подсистеми) е персонологична система. Характеристиките на персонологичната му система са:
- Тя признава, че личността се оформя от много и разнообразни вътрешни и външни сили.

- Занимава се с таксономичното изясняване на компонентите на цялостния психичен живот.

- Интересува се от времето: от „продължителностите“ и „сериите“, от лонгитюдни изследвания, от дългосрочните изследвания на живота и хората в неговия процес.

- Приема многодименсионална система за оценка на хората и включва многодисциплинарен подход, както и специални изследователски техники, от които неговия тест ТАТ е само един от многото примери.

- Позволява си да изучава фигури, които са живи, исторически, измислени и архетипни.

- Обхваща широк обхват от проблеми: от специфичните и практически въпроси до границата между науката и религията и спешните глобални проблеми. Мъри е дълбоко загрижен за местната, националната и международна хармония, мира и особено предотвратяването на ядрена война.

Мъри предлага обяснение на човешкото поведение, според което личностните и екологическите фактори са равнопоставени. Тъй като, според него всеки човек е уникален, социализацията всъщност е компромис между собствените импулси на индивида и изискванията и интересите на заобикалящите го. Силите на обкръжението играят значителна роля за провокирането на психогенетическите потребности – те облекчават или затрудняват достигането на личните цели. Той нарича тези сили „преса“, тъй като оказват определен натиск върху човека. Отделя реалните сили на обкръжението като „алфа-преса“ и тези, които индивидът субективно възприема и интерпретира – „бета-преса“. Мъри идентифицира голямо разнообразие от преси:
 – отсъствие на подкрепа в семейството (културни, семейни противоречия, липса на родител, болести на родители, смърт на родители, бедност, битови неуредици);
 – опасност от беди (наводнение, самота, тъмнина, пожар, буря и мълнии, височина и други);
 – недостатъци и загуби (на храненето, собствени вещи, общуване, разнообразие);
 – откази;
 – отхвърляне, равнодушие и презрение;
 – съперник, конкурент;
 – агресия;
 – лъжа и предателство;
 – физическа, интелектуална или социална непълноценност и други.